# اولین اسلم دانک
اولین اسلم دانک (انگلیسی: The First Slam Dunk) یک فیلم ورزشی پویانمایی ژاپنی محصول ۲۰۲۲ به نویسندگی و کارگردانی تاکه‌هیکو اینواوئه، محصول توئی انیمیشن و استودیو انیمیشن دندلیون است. این فیلم بر اساس سری مانگایی به همین نام اثر شخص اینواوئه ساخته شده‌است. این فیلم در ۳ دسامبر ۲۰۲۲ در ژاپن اکران شد.
در سال ۲۰۲۳، اولین اسلم دانک برندهٔ جایزه آکادمی فیلم ژاپن برای بهترین پویانمایی سال شد. این فیلم ۲۷۹ میلیون دلار در سراسر جهان فروش کرد و به پنجمین فیلم انیمه پرفروش تمام زمان در ژاپن تبدیل شد.